# Ambassade de Chine aux États-Unis
L'ambassade de Chine aux États-Unis ou ambassade de Chine à Washington (en chinois simplifié : 中华人民共和国驻美利坚合众国大使馆 et en anglais : Embassy of China in Washington, D.C.) est la mission diplomatique de la Chine aux États-Unis.
Elle est située au 3505 International Place dans le quartier de Cleveland Park, dans le Northwest de Washington. L'ambassade dispose de consulats à Chicago, Houston, Los Angeles, San Francisco et New York. Depuis mai 2023, l'ambassadeur en poste est Xie Feng qui remplace Qin Qang devenu ministre des affaires étrangères chinois.
Le bâtiment actuel de l'ambassade a été construit entre 2006 et 2008 par Pei Partnership Architects, avec l'architecte Ieoh Ming Pei en tant que consultant.

## Histoire
Après l'arrivée au pouvoir des communistes de Mao Zedong en 1949, les États-Unis ne reconnaissent comme seule Chine légitime les nationalistes de Taïwan. 
Les relations diplomatiques officielles entre la république populaire de Chine et les États-Unis finissent cependant par être officialisées en 1979. Deng Xiaoping visite alors le pays et une ambassade de la RPC est établie.

## Liste des ambassadeurs
| Nom                                                              | Nom en chinois | Prise de fonctions | Fin des fonctions | Source |
| ---------------------------------------------------------------- | -------------- | ------------------ | ----------------- | ------ |
| Huang Zhen (Représentant)                                        | 黄镇           | 30 mai 1973        | 18 novembre 1977  | [ 2 ]  |
| Chai Zemin (Premier représentant officiel de RPC aux États-Unis) | 柴泽民         | 9 août 1978        | 27 décembre 1982  | [ 2 ]  |
| Zhang Wenjin                                                     | 章文晋         | 4 mars 1983        | 10 avril 1985     | [ 2 ]  |
| Han Xu                                                           | 韩叙           | 3 mai 1985         | 18 août 1989      | [ 2 ]  |
| Zhu Qizhen                                                       | 朱启祯         | 20 octobre 1989    | 30 mars 1993      | [ 2 ]  |
| Li Daoyu                                                         | 李道豫         | 8 avril 1993       | février 1998      | [ 2 ]  |
| Li Zhaoxing                                                      | 李肇星         | 11 mars 1998       | 30 janvier 2001   | [ 2 ]  |
| Yang Jiechi                                                      | 杨洁篪         | 18 février 2001    | 6 mars 2005       | [ 2 ]  |
| Zhou Wenzhong                                                    | 周文重         | 3 avril 2005       | 1 mars 2010       | [ 2 ]  |
| Zhang Yesui                                                      | 张业遂         | 14 mars 2010       | 24 février 2013   | [ 2 ]  |
| Cui Tiankai                                                      | 崔天凯         | 2 avril 2013       | 23 juin 2021      | [ 2 ]  |
| Qin Gang                                                         | 秦刚           | 28 juin 2021       | 2 janvier 2023    | [ 3 ]  |
| Xie Feng                                                         | 谢锋           | 23 mai 2023        | actuel            | [ 4 ]  |